# Liste der Baudenkmale in Barnstedt
In der Liste der Baudenkmale in Barnstedt sind die Baudenkmale der niedersächsischen Gemeinde Barnstedt und ihrer Ortsteile aufgelistet. Der Stand der Liste ist der 20. Januar 2023. Die Quelle der  Baudenkmale ist der Denkmalatlas Niedersachsen.

## Allgemein
In den Spalten befinden sich folgende Informationen:
- Lage: die Adresse des Baudenkmales und die geographischen Koordinaten. Kartenansicht, um Koordinaten zu setzen. In der Kartenansicht sind Baudenkmale ohne Koordinaten mit einem roten Marker dargestellt und können in der Karte gesetzt werden. Baudenkmale ohne Bild sind mit einem blauen Marker gekennzeichnet, Baudenkmale mit Bild mit einem grünen Marker.
- Bezeichnung: Bezeichnung des Baudenkmales
- Beschreibung: die Beschreibung des Baudenkmales. Unter § 3 Abs. 2 NDSchG werden Einzeldenkmale und unter § 3 Abs. 3 NDSchG Gruppen baulicher Anlagen und deren Bestandteile ausgewiesen.
- ID: die Objekt-ID des Baudenkmales
- Bild: ein Bild des Baudenkmales, ggf. zusätzlich mit einem Link zu weiteren Fotos des Baudenkmals im Medienarchiv Wikimedia Commons. Wenn man auf das Kamerasymbol klickt, können Fotos zu Baudenkmalen aus dieser Liste hochgeladen werden:

## Barnstedt

### Gruppe: Gut Barnstedt
Die Gruppe mit dem Gut Barnstedt hat die ID: 34325580. Gutsanlage mit Herrenhaus von 1673, Gutskapelle von 1593, Stall und drei Scheunen.

| Lage                                       | Bezeichnung    | Beschreibung | ID       | Bild |
| ------------------------------------------ | -------------- | --- | -------- | ---- |
| Hauptstraße 30 53° 8′ 17″ N, 10° 22′ 25″ O | Scheune/Remise | | 28802896 | BW   |
| Hauptstraße 30 53° 8′ 16″ N, 10° 22′ 31″ O | Alte Scheune   | Eingeschossiger Fachwerkbau mit Backsteinausfachungen, teilweise geschlämmt unter weit vorgekragtem Walmdach in Hohlpfannendeckung. Ausmittige Längsdurchfahrt. Errichtet gegen 1800. | 28802933 | BW   |
| Hauptstraße 30 53° 8′ 16″ N, 10° 18′ 51″ O | Herrenhaus     | Zweigeschossiger Fachwerkbau mit geschlämmten Backsteinausfachungen unter Walmdach in Hohlpfannendeckung. Fassade ursprünglich wohl symmetrisch angelegt. Das Obergeschoss allseitig vorkragend. Das Gefüge mit zweifeldrigen Streben und Winkelhölzern. Mittiger Eingang mit vorgelagerten Stufen und holzgeschnitzte Wappentafel mit Bauinschrift über dem Sturz. Lateinische Spruchinschriften an beiden Schmalseiten. Seitlicher Eingang im Norden jünger. Bauherr: Ludolph Otto von Estorf, errichtet 1673(i). | 28802951 | BW   |
| Hauptstraße 30 53° 8′ 15″ N, 10° 22′ 26″ O | Alter Stall    | Traufständiger eingeschossiger überwiegend in Backstein ersetzter Fachwerkbau unter Satteldach in Hohlpfannendeckung. Gefache weiß. Dacherker mit Aufzugslucke. Errichtet 1855(i). | 28802915 | BW   |
| Hauptstraße 30 53° 8′ 12″ N, 10° 22′ 25″ O | Gutskapelle    | Kleine Saalkirche mit unregelmäßigem 5/8-Chorschluss, errichtet aus Fachwerk über Feldsteinsockel mit Backsteinausfachung unter steilem Satteldach in Hohlpfannendeckung. Fachwerk mit geschwungenen Fußbändern und auf profilierten Knaggen vorkragender Dachschwelle; auf Westseite verzierte Dachschwelle und Füllhölzer. An Nordseite Tafel mit Wappen derer von Estorff und Schenck sowie Bauinschrift. Erbaut 1593(i). 1731(i) an heutigen Standort versetzt und mit übereck gestellter Dachreiter mit Uhr und Glockendach ausgestattet. 1893(i) bei Renovierung Einbau Renaissance-Tür der 1861 abgetragenen Kirche St. Lamberti, Lüneburg und Hinzufügung eines Eingangsvorbaus. Im Inneren: Balkendecke mit Diamantquaderbemalung aus Erbauungszeit. Ausstattung: Kanzelaltar (wohl 1731), Kanzel (wohl 1593), Fenstern mit Kabinettscheiben aus Sammlung des Gutes. | 28802972 |      |

### Gruppe: Landarbeiterhaus
Die Gruppe hat die ID: 34325548. Gruppe mit Landarbeiterwohnhaus und kleiner Querscheune. Beide traufständig wenig versetzt zur Straße.

| Lage                                        | Bezeichnung      | Beschreibung | ID       | Bild |
| ------------------------------------------- | ---------------- | --- | -------- | ---- |
| Bauernholzweg 8 53° 8′ 21″ N, 10° 22′ 13″ O | Landarbeiterhaus | Langgestreckter, traufständiger, eingeschossiger Wohnungsbau mit vier Einheiten. Fachwerkbau auf Feldsteinsockel mit Backsteinausfachung unter Halbwalmdach in Ziegelpfannendeckung. Rückwärtige Erschließung durch je zwei paarweise zusammengefasste Eingänge. Errichtet in zweiter Hälfte 19. Jh. | 28802841 | BW   |
| Bauernholzweg 8 53° 8′ 21″ N, 10° 22′ 14″ O | Scheune          | Kleiner Fachwerkbau mit Backsteinausfachung unter Satteldach in Ziegelpfannendeckung. Zwei Quertore mit vorgelagerten Feldsteintreppen. Errichtet in zweiter Hälfte 19. Jh. | 28802823 | BW   |